# Ингли, Элис
Элис Ингли (англ. Alice Ingley; род. 13 января 1993, Субиако) — австралийская лучница, участница Олимпийских игр 2016 и 2020 годов.
Она выступает за клуб Yokine, в 2007 году дебютировала на национальном юниорском уровне. Впервые она выступила на международном уровне в 2009 году на втором этапе Кубка мира в Турции.

## Биография
Ингли родом из Западной Австралии, проживает на Австралийской столичной территории. Её британские предки жили в том же районе, что и исторический Робин Гуд. Она является правшой. Помимо стрельбы из лука, она играла в нетбол, теннис и футбол, занималась плаванием, карате, гимнастикой и лёгкой атлетикой.
Ингли училась в колледже Лейк-Джинниндерра и в университете Эдит Коуэн на степень бакалавра искусств.

## Стрельба из лука
Ингли начала заниматься стрельбой из лука в возрасте 12 лет. На это повлияло увлечение видом спорта предков, а также её братьев. Когда Элис было пятнадцать, она получила стипендию в Австралийском институте спорта, где пробыла два с половиной года. Она принимает участие в турнирах за свой клуб Yokine, в котором тренируется вместе со старшим братом Каллумом Ингли под руководством олимпийского чемпиона Саймона Фэруэтера, стал её тренером в 2009 году.
Элис дебютировала на Юношеском национальном чемпионате Австралии 2007. Первые успехи на международном уровне стали приходить два года спустя. Её первым международным соревнованием стал 2-й этап Кубка мира в Турции. Тогда же она завоевала три титула на национальном молодёжном уровне. Она заняла второе место на чемпионате Австралии среди взрослых в 2009 году.
Ингли заняла первое место на чемпионате Австралии среди юниоров 2010 года. Она участвовала в юношеских Олимпийских играх в Сингапуре, став единственной лучницей от Австралии на Играх. Она выбыла в четвертьфинальном раунде индивидуальных женских соревнований, заняв девятое место в общем зачете. В смешанном командном зачете Элис Ингли и Бен Нотт финишировали пятыми. Затем она была включена в состав австралийской команды по стрельбе из лука на Игры Содружества 2010 года в Дели.
В 2011 году Ингли участвовала на Универсиаде в Китае и молодёжном чемпионате мира по стрельбе из лука в Польше.
В октябре 2011 года Ингли выступала на олимпийских тестовых соревнованиях, проходивших на лондонском Lord's Cricket Ground. В январе 2012 года она поднялась на подиум на олимпийском отборочном турнире Океании.
На национальном чемпионате 2012 года в командном турнире она участвовала в составе команды Западной Австралии, где заняла второе место.
На чемпионате мира 2013 года в Белеке показала 84-й результат в предварительном раунде и уже в первом матче плей-офф выбыла, уступив японке Юки Хаяси 2:6
Олимпийский комитет Австралии включил Ингли в состав сборной на Олимпиаду-2016 в Рио-де-Жанейро. Занимая после рейтингового раунда 56-е место, Элис Ингли сумела победить 7-ю сеяную Лучиллу Боари в первом матче плей-офф. Несмотря на этот успех, австралийка уже во втором раунде уступила бразильянке Ане Марселле дос Сантос.
Элис Ингли приняла участие на этапе Кубка мира 2018 года в Берлине, где после предварительного раунда занимала 59-е место, и уже в первом раунде уступила индианке Промиле Даймари.
В 2019 году Ингли приняла участие на втором этапе Кубка мира в Шанхае, где достигла второго раунда и проиграла китаянке Чжэн Ичай со счётом 0:6. Также она участвовала в командном турнире в составе женской сборной, но уже в первом матче австралийки уступили Тайваню. В том же году на Тихоокеанских играх в Самоа она серебро в миксте в паре с Эстином Дэрси.
В 2021 году Элис Ингли приняла участие на этапе Кубка мира в Париже, где в первом же поединке плей-офф уступила Валентине Акосте из Колумбии со счётом 3:7. В миксте Ингли и Райан Тайак выбыли в первом же раунде, проиграв Великобритании. На Олимпийских играх в Токио, занимая после рейтингового рануда 57-е место, в первом раунде индивидуального первенства австралийка попала на россиянку Ксению Перову и уступила ей со счётом 1:7. Результата, показанного в предварительном раунде, не хватило Австралии (Элис Ингли и Тейлору Ворту) для попадание в число шестнадцати лучших, таким образом, они не квалифицировались в основные соревнования в миксте.